# Huesos de san Expedito
Los huesos de san Expedito son unos dulces típicos de la repostería española que se elaboran en honor de san Expedito.

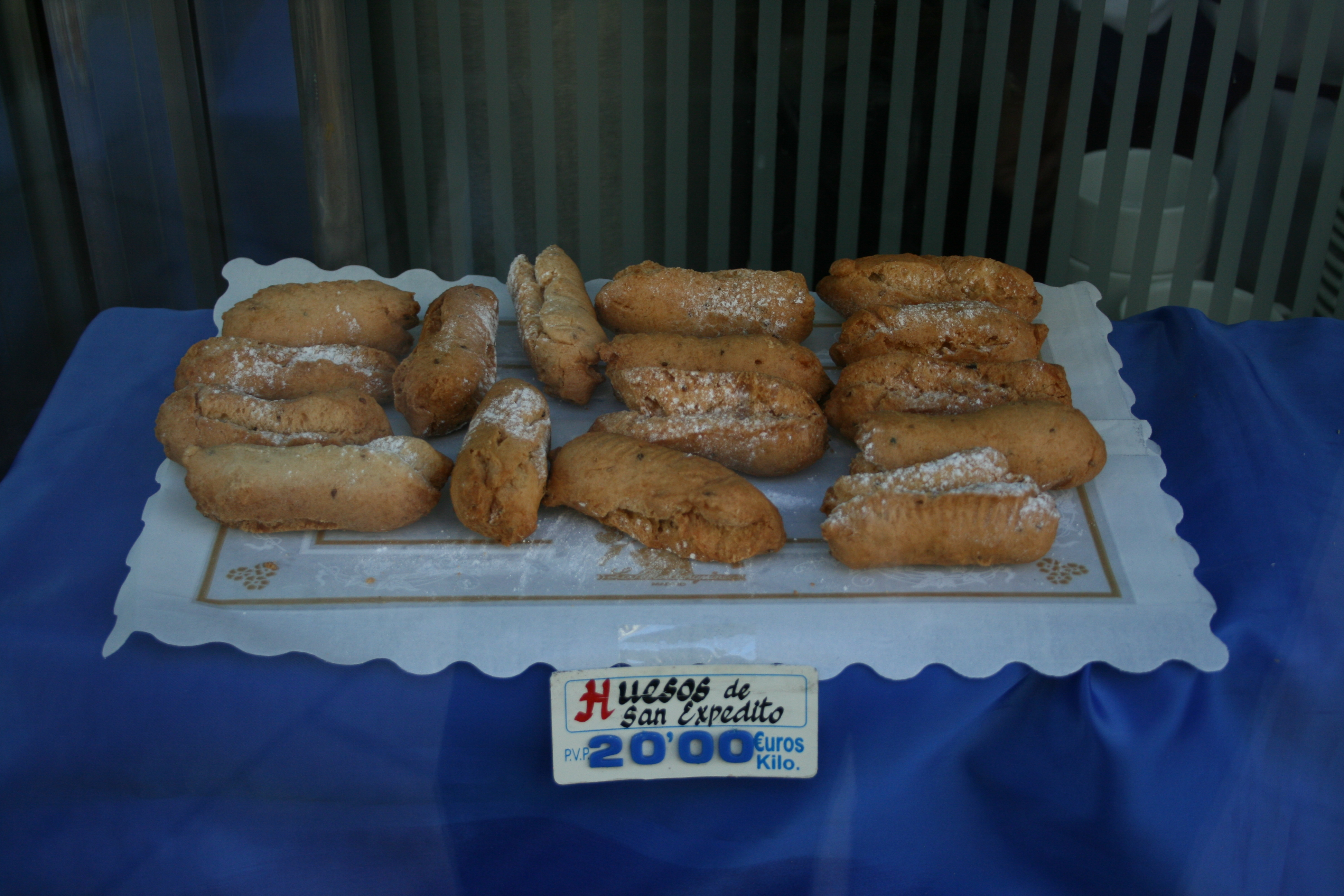
Varios «huesos de san Expedito».

Suelen ser pasteles en forma de cilindro muy habituales en las celebraciones de Semana Santa en Sevilla. También suelen ser vistos en las confiterías de España durante el otoño.

## Características
Este dulce suele tener forma de "dedo" y está elaborado con una masa de harina, azúcar y yema de huevo. La masa elaborada de esta manera se suele freír. Al sacar de la freidora (o de la sartén) es muy frecuente servirlos con azúcar espolvoreada. En algunos sitios de Guadalajara se les denomina «rolletes» o «huesitos».